# Nicaragua en los Juegos Paralímpicos de Londres 2012
Nicaragua estuvo representada en los Juegos Paralímpicos de Londres 2012 por dos deportistas, un hombre y una mujer. El equipo paralímpico nicaragüense no obtuvo ninguna medalla en estos Juegos.